# Urgleptes foveatocollis
Urgleptes foveatocollis là một loài bọ cánh cứng trong họ Cerambycidae.